# Kabinett Hieber
Das Kabinett Hieber bildete vom 23. Juni 1920 bis 8. April 1924 die Landesregierung von Württemberg.

## Geschichte
Von 1920 bis 1924 bildeten die Demokraten und das Zentrum das Kabinett Hieber. Eigentlich hätte das Zentrum als stärkste Partei im Landtag Anspruch auf das Amt des Staatspräsidenten gehabt. Das Zentrum sah aber davon ab, diesen Anspruch geltend zu machen. Dies wurde damit begründet, dass ein katholischer Staatspräsident der mehrheitlich evangelischen Bevölkerung Württembergs zu diesem Zeitpunkt noch nicht zumutbar erscheine. Der evangelische Kandidat Hieber von der DDP erhielt deshalb den Vortritt. Das Kabinett Hieber wurde zeitweise eine von den Sozialdemokraten tolerierte Minderheitsregierung. Lediglich vom 7. November 1921 bis 2. Juni 1923 war die Weimarer Koalition in Württemberg noch einmal vollständig, da der Sozialdemokrat Wilhelm Keil als Arbeits- und Ernährungsminister der Regierung Hieber mit angehörte. Der Grund für den Eintritt der SPD in die württembergische Regierung lag auch darin, dass mit dem Kabinett Wirth seit Mai 1921 erneut eine Weimarer Koalition auf Reichsebene regierte.

## Mitglieder
| Amt                  | Name                                   | Bild | Partei | Partei    |
| -------------------- | -------------------------------------- | ---- | ------ | --------- |
| Staatspräsident Kult | Johannes von Hieber                    |      |        | DDP       |
| Inneres              | Eugen Graf bis 2. Mai 1923             |      |        | Z         |
| Inneres              | Eugen Bolz ab 2. Juni 1923             |      |        | Z         |
| Finanzen             | Theodor Liesching bis 20. Februar 1922 |      |        | DDP       |
| Finanzen             | Wilhelm Schall                         |      |        | DDP       |
| Justiz               | Eugen Bolz bis 2. Juni 1923            |      |        | Z         |
| Justiz               | Josef Beyerle                          |      |        | Z         |
| Arbeit und Ernährung | Wilhelm Schall bis 7. November 1921    |      |        | DDP       |
| Arbeit und Ernährung | Wilhelm Keil bis 2. Juni 1923          |      |        | SPD       |
| Arbeit und Ernährung | Edmund Rau geschäftsführend            |      |        | parteilos |